# Torneo Acropolis 1992
Il Torneo Acropolis 1992 si è svolto dall'8 al 10 giugno 1992.
Gli incontri si sono svolti nell'impianto ateniese "Palasport della Pace e dell'Amicizia".

## Squadre partecipanti
1. Francia
2. Grecia
3. Italia
4. Lituania

## Risultati
| Atene 8 giugno | Grecia | 65 – 57 | Francia | Palasport della Pace e dell'Amicizia |

| Atene 8 giugno | Italia | 94 – 116 | Lituania | Palasport della Pace e dell'Amicizia |

| Atene 9 giugno | Grecia | 83 – 81 | Lituania | Palasport della Pace e dell'Amicizia |

| Atene 9 giugno | Italia | 89 – 81 | Francia | Palasport della Pace e dell'Amicizia |

| Atene 10 giugno | Francia | 78 – 109 | Lituania | Palasport della Pace e dell'Amicizia |

| Atene 10 giugno | Grecia | 75 – 65 | Italia | Palasport della Pace e dell'Amicizia |

## Classifica Finale
| -  | Team     | PT | V - P | Formazioni |
| -- | -------- | -- | ----- | --- |
| 1. | Grecia   | 6  | 3 - 0 | |
| 2. | Lituania | 4  | 2 - 1 | |
| 3. | Italia   | 2  | 1 - 2 | Gentile · Riva · Vianini · Magnifico · Rossini · Brunamonti · Myers · Pittis · Niccolai · Costa · Cantarello · Abbio · Bosa · Coldebella All. Sandro Gamba |
| 4. | Francia  | 0  | 0 - 3 | |